# ドゥーチェ
ドゥーチェ（イタリア語: Duce）は、イタリア語で国家指導者を指す称号の一つ。日本では統帥、統領、総領、総統、首領、頭領などと訳される。イタリアの独裁者ベニート・ムッソリーニが使用した事で広く知られている。

## 語源
語源はラテン語で「指導者」「指揮官」を意味するdux（ドゥクス）で、イタリア語のduca（公爵）やdoge（ドージェ）などと同源である。当時の日本では主に「統帥」と訳されていたが、戦後の研究では「統領」と表記されることが多い。

## 概要
ドゥーチェ（Duce）の称号は直訳すると「指導者」の意味で、必ずしも国家元首を表す呼称ではない。Duceという称号はイタリア統一戦争（リソルジメント）の際、イタリア三英傑の一人である軍事指導者ジュゼッペ・ガリバルディに対する尊称として広まったと考えられている。ガリバルディ本人が用いた訳ではなく、称号は彼に対する周囲からの非公式的な賛辞に留まっている。
第一次世界大戦において、ヴィットーリオ・エマヌエーレ3世は自らを王国のDuce Supremo（統帥者）であると宣言し、全軍への統帥権を改めて表明した。大戦後、詩人ガブリエーレ・ダンヌンツィオがフィウーメを占拠してカルナーロ＝イタリア執政府の樹立を宣言すると（フィウーメ事件）、執政府の最高指導者としてDuceの称号を用いた。
イタリア社会党の若手政治家として将来を嘱望されていたベニート・ムッソリーニは、党内外から政治的実力者という意味でDuceと渾名されていた。やがて民族主義の観点から第一次世界大戦参戦を訴えた事により社会党を除名されると、ムッソリーニは軍人に転じて戦場に身を投じた。戦後は民族主義的な全体主義を目指すファシズム（結束主義）を掲げ、退役兵達の政治団体として戦闘者ファッショを結成、後に政党化して国家ファシスト党に再編した。
ローマ進軍で国家ファシスト党が政権を獲得してムッソリーニは首相（閣僚評議会議長）に着任するが、徐々に王家と党を背景にして支配権を強化し、1925年12月24日に独裁体制を確立した。以降、ムッソリーニは通常の首相職とは異なる独裁権を持つ国家指導者として認識され、Duceの称号もムッソリーニを指す称号として定着した。1943年7月25日、ムッソリーニがイタリア王国とファシスト党における全ての役職から解任されるとその称号は実質的に失われた。1943年9月23日、ナチス・ドイツ政権の支援でイタリア社会共和国が建国され、「社会共和国のDuce」(イタリア語: Duce della Repubblica Sociale Italiana)として称号の使用が再開された。
1945年4月25日、社会共和国の崩壊とムッソリーニの死により再び称号は意味を失い、現代ではファシストを想起させる用語として認識されている。